# Жанеевцы
Жанеевцы  (самоназвание — жьанэ, адыгэ) — субэтнос адыгейцев
Если адыги (под разными этнонимами) были известны древним историкам ещё до нашей эры, то адыгское племя (субэтнос) жанеевцы встречается в историографии и этнографии примерно с XVI века.
Согласно Адыль-Гирей Кешеву, этноним жанейхы (адыгское произношение во множ. числе) происходит от другого этнонима — гениохи. 

## Жанеевцы в XVI веке
Согласно русской Никоновской летописи (автор пока не установлен), имеются следующие сведения.
В 1552 году черкесы (адыги) приняли участие в походе русских для взятия Казани.
В 1552, 1555 и 1557 годах представители западных адыгов (жанеевцев, бесленеевцев и др.), восточных адыгов (кабардинцев) и абазинцев обращались к Ивану Грозному с предложением о совместной борьбе с Крымским ханством. Очевидно, что Иван Грозный помня о последствиях для своего Московского княжества от последнего Крымского похода на Москву (1521) принял это предложение.
1561 год в феврале — жанейский князь Сибок, ко двору которого Иван Грозный направил посольство во главе с Борисом Ивановичем Сукиным с целью сосватать дочь князя, отказался от царского предложения, что свидетельствует о том, что по его мнению — Московское княжество ещё не было стабильным государством в тот период истории.
В 1561 году, в июне-августе, Иван Грозный женился на дочери кабардинского князя Темрюка Идарова, которая впоследствии стала известна как царица Мария Темрюковна.

## Жанеевцы в XVII веке
1667 год — самое подробное древнее описание племён Жане сделал турецкий разведчик Эвлия Челеби, он записал -
Пшуко (княжество) земли черкесского племени Жане. Это пятьсот домов, крытых тростником и камышом, у подножия гор Хайку. Имя бея — Антонук. Он владетель десяти тысяч богатырей — всадников с колчанами и пеших черкесов-джигитов с ружьями. Они постоянно воюют с садаша-абхазами и убивают их. Его светлость хан тоже был здесь, ему устроили угощение и дали девиц и гулямов. А Селямет-Гирей-султану не дали ничего и задержали в этой стране, так как его мать была из женщин жане. В двух часах [пути], также на восток, — река Адагум, а вблизи неё — река Сетаза. Они вытекают из Абхазской земли и впадают в реку Кубань.
Реестр области Малой Жанетии. Этот край более населен, чем (область) Большая Жанетия. Здесь живут смелые и сильные джигиты. В крае сорок деревень и три тысячи воинов. В тот день, когда мы пришли на эту стоянку, мы с трудом и напряжением перешли на лошадях четыре реки воды жизни: реку Абин, Хабль, Ильи реку Абурган. Они стекают с абхазских гор Оюз и, протекая по земле Малой Жанетии, сливаются с рекою Кубанью. Но мы перешли эти реки, держась за аркан, а две из них — по наплавным деревянным мостам. Это бурно текущие потоки жизни. Оттуда, также на восток, в пяти часах пути — область Хатукай.

## Жанеевцы в XVIII веке
Две небольшие группы жанеевцев во второй половине XVIII в. жили по р. Кара-Кубани выше турецкой крепости Копыл и по левому притоку Кубани р. Апахи. Если довериться сообщениям источников, то, как видим, территория расселения жанеевцев в XVII-XVIII вв. значительно сократилась. В 1790-х годах реки, протекавшие по территории жанеевцев (Абин, Хаиль, Иль), омывали уже земли других адыгских племен.
Военные действия в период русско-турецкой войны в 1787 г. вынудили жанеевцев уйти на левый берег р. Кубани, где они жили в шести селениях и управлялись Мисостом Гирей Заноко (Зановы). Четыре из этих селений находились по левому притоку Кубани р. Адагум, два - ближе к устью Кубани на небольшом озере.

## Жанеевцы в XIX веке
В 1808 году немецкий востоковед, путешественник и полиглот Юлиус Клапрот, по результатам своего путешествия на Кавказ, написал -

В Восточном Приазовье живут прианапские жанеевцы (в ряде источников они известны под именем хегаки или шегаки.). Племя «азге», живущее у истоков Убуха — притока верхнего течения Шагваши (Белой), называется аланами. До 1808 г. могущество черкесских князей распространялось на осетин, чеченцев, абазин и татарские племена, жившие в высоких горах у истоков Чегема, Баксана, Малки и Кубани, но их могущество ослабло в результате занятия этих районов русскими.
В 1823 году русский историк Кавказа Броневский, Семён Михайлович в своем описании (Область черкесов) написал -

«Жанинцы, жанины, бжана, — живут против Талызиной переправы в шести деревнях, из которых четыре лежат на Атакуме, а две — на лимане или озере.
Они жили прежде на правом берегу Кубани повыше Копыла (Славянск-на-Кубани), но в 1778 г. ушли на левый берег, спасая себя от Российских войск.
В 1802 году Черноморские казаки в отмщение за беспрестанные их шалости, разорили жанинцев совершенно, побили и забрали в плен.

Владельцы их, оставшиеся за Кубанью с 20 или 30 семьями, называются: Альхос-Мал-гирей и Мега-Гуко.»
В 1837 году Султан Хан-Гирей записал:

«Жанинцы. Жанинское поколение было некогда в Кавказе сильным и могущественным. Отвага, гордость, непокорный дух и пламенный характер резко отличали жанинцев между воинственными племенами адыге. Отважные набеги их, часто обливали берега тихого Дона и величественной Волги кровью их обитателей.»
В 1857 году Люлье, Леонтий Яковлевич записал:

«Жан, или жанеевцы. Племя некогда могущественное и сильное. Слабые остатки его ныне (до 1857 г.) расположены в 70 верстах ниже бзедугов, на острове, образуемом двумя рукавами Кубани и называемом черкесами Детлясвь, а черноморскими казаками — Каракубанский остров. Несколько семейств этого племени живут на Адекуме между натухажцами.»
После окончания Русско-Кавказской войны жанеевцев более почти не осталось, их диалект адыгского языка забыт. Небольшое число потомков жанеевцев вошло в состав адыгейцев и проживает в Адыгее. Их выделяют фамилии Жанэ, Жанов, Женетль.

## Известные личности
- Князь Сибок
- Касим-паша Черкес — жанеевский аристократ-дефтердар, долгое время занимавший пост османского наместника Крыма[5].